# Гонсалес, Эдгардо
Эдга́рдо Ни́лсон Гонса́лес (исп. Edgardo Nilson González; 30 сентября 1936, Колония-дель-Сакраменто — 26 октября 2007) — уругвайский футболист, участник чемпионата мира по футболу 1962 года, играл на позиции полузащитника.

## Биография

### Клубная карьера
Гонсалес начинал карьеру в команде «Пеньяроль де Колония» и в 1954 году перешёл в столичный «Ливерпуль». В составе «Ливерпуля» Гонсалес играл в течение семи сезонов, так и не выиграл ни одного трофея.
В 1960 году перешёл в «Пеньяроль», в котором отыграл четыре сезона и выиграл международные трофеи, среди которых были Кубок Либертадорес 1961 года и Межконтинентальный кубок 1961 года, в котором по сумме трёх матчей была обыграна португальская «Бенфика». Помимо этого, также были выиграны с «Пеньяролем» три чемпионских титула и в 1964 году Гонсалес ушёл из футбола.

### Карьера в сборной
В составе сборной Уругвая стал бронзовым призёром на чемпионате Южной Америки 1957 года.
Принимал участие на чемпионате мира 1962 года, но на турнире на поле так и не вышел. Всего в составе сборной Уругвая сыграл 22 матча, в которых не отметился забитыми мячами.

### Смерть
Скончался 26 октября 2007 года в возрасте 71 года после непродолжительной болезни.

## Достижения
«Пеньяроль»
- Чемпион Уругвая (3): 1961, 1962, 1964
- Обладатель Кубка Либертадорес (1): 1961
- Обладатель Межконтинентального кубка (1): 1961